# Kanton Le Puy-en-Velay-3
Der Kanton Le Puy-en-Velay-3 ist seit 2015 ein französischer Wahlkreis im Arrondissement Le Puy-en-Velay, im Département Haute-Loire und in der Region Auvergne-Rhône-Alpes.

## Gemeinden
Der Kanton besteht aus vier Gemeinden und Gemeindeteilen mit insgesamt 11.315 Einwohnern (Stand: 2022) auf einer Gesamtfläche von 40,14 km²:
| Gemeinde                 | Einwohner 1. Januar 2022 | Fläche km² | Dichte Einw./km² | Code INSEE | Postleitzahl |
| ------------------------ | ------------------------ | ---------- | ---------------- | ---------- | ------------ |
| Blavozy                  | 1.722                    | 6,38       | 270              | 43032      | 43700        |
| Brives-Charensac         | 4.242                    | 4,87       | 871              | 43041      | 43700        |
| Le Puy-en-Velay          | 1.892                    | 0,80       | 2.365            | 43157      | 43000        |
| Saint-Germain-Laprade    | 3.459                    | 28,09      | 123              | 43190      | 43700        |
| Kanton Le Puy-en-Velay-3 | 11.315                   | 40,14      | 282              | 4314       | –            |

1. ↑   Nur der nördliche Teil der Gemeinde, der Rest verteilt sich auf die Kantone Le Puy-en-Velay-1, Le Puy-en-Velay-2 und Le Puy-en-Velay-4.